# Барбезьё-Сент-Илер (кантон)
Барбезьё-Сент-Иле́р (фр. Barbezieux-Saint-Hilaire) — кантон во Франции, находится в регионе Пуату — Шаранта, департамент Шаранта. Входит в состав округа Коньяк.
Код INSEE кантона — 1606. Всего в кантон Барбезьё-Сен-Илер входят 17 коммун, из них главной коммуной является Барбезьё-Сент-Илер.
Население кантона на 2007 год составляло 9 744 человека.
Коммуны кантона:
- Анждюк
- Барбезьё-Сент-Илер
- Барре
- Бернёй
- Бри-су-Барбезьё
- Виньоль
- Гем
- Лагард-сюр-ле-Не
- Ладивиль
- Лашез
- Моншод
- Саль-де-Барбезьё
- Сен-Бонне
- Сен-Медар
- Сен-Пале-дю-Не
- Сент-Оле-ла-Шапель
- Шаллиньяк